# Криштафович, Егор Константинович
Его́р Константи́нович Криштафо́вич (Кришто́фович 1-й; 1769 или 1768, село Дергаш, Духовский уезд, Смоленская губерния — 3 декабря 1829) — российский командир эпохи наполеоновских войн, генерал-лейтенант

## Биография
Происходил из российского дворянского рода Криштафовичей.
Родился в 1769 году (по другим данным — в 1768).
Службу начал 20 февраля 1776 года сержантом в Смоленском пехотном полку. 15 марта 1782 года переведён капралом в л.-гв. Измайловский полк. 1 октября 1787 года выпущен в Малороссийский гренадерский полк подпоручиком.
Участвовал в турецкой кампании 1787—1791 годов (был под Измаилом, при взятии Бендер и при Мачине) и польской кампании 1794 года. 19 ноября 1802 года произведён в майоры. В 1803 году переведён в Подольский мушкетерский полк, из которого 4 сентября возвращён назад.
Во время русско-австро-французской войны 1805 года участвовал в сражениях при Амштеттене и Кремсе, за что был награждён орденом Св. Георгия 4-го кл. В сражении под Аустерлицем был ранен пулей в правую щёку навылет и за отличие награждён 12 января 1806 года орденом Св. Георгия 4-го кл. «в воздаяние отличного мужества и храбрости, оказанных в сражениях против французских войск, где 24 октября при м. Этингене с неустрашимостью поражал несколько раз неприятеля штыками и 30 при Кремсе, будучи на правом фланге в горах и действуя с расторопностью, опрокидывал неприятеля штыками и огнём, собирал рассеянных людей и, останавливая идущих назад обращал их против неприятеля.». 20 августа 1807 года был назначен командиром Малороссийского гренадерского полка, а 12 декабря 1807 года произведён в подполковники. Участвовал в русско-турецкой войне 1806-12 годов. 24 апреля 1809 года уволен от службы «за ранами» с мундиром, полным пенсионом и производством в чин полковника.
21 апреля 1810 года принят на службу с прежним чином в 1-й морской полк на должность полкового командира, с которым вновь участвовал в боях с турками. 31 января 1811 года зачислен в л.-гв. Егерский полк с оставлением командиром 1-го морского полка. 23 июня 1811 года произведён в полковники. С 5 октября 1811 года командовал Екатеринославским гренадерским полком.
В начале 1812 года Екатеринославский гренадерский полк, командиром которого был Криштафович, в составе 2-й бригады 1-й гренадерской дивизии входил в 3-й пехотный корпус 1-й Западной армии. 6 августа был в боях у Валутиной Горы. В Бородинском сражении действовал на Старой Смоленской дороге, был контужен ядром в левую ногу и выбыл из строя до конца кампании. За отличие в Бородинской битве награждён орденом Св. Владимира 4-й ст. с бантом. По излечении принимал участие в заграничных кампаниях 1813—1814 годов, сражался при Лютцене, Кенигсварте, Баутцене, Дрездене. При Кульме ранен двумя пулями в левую руку навылет и 20 августа 1813 года уволен в отпуск до излечения.  За проявленную храбрость и мужество 15 сентября 1813 года пожалован чином генерал-майора.
По излечении с 29 августа 1814 года состоял при начальнике 1-й, а с 31 января 1816 — 2-й гренадерской дивизии. 11 сентября 1816 года назначен командиром 2-й бригады 2-й гренадерской дивизии, с 6 октября 1817 года — бригадами в 24-й, 12-й и 10-й пехотных дивизиях. 11 мая 1824 года назначен начальником 2-й пехотной дивизии. 22 августа 1826 года произведён в генерал-лейтенанты. 30 марта 1829 года назначен командовать войсками в Динабурге.
Награждён также российскими орденами Св. Владимира 3-й ст., Св. Анны 1-й ст.; прусскими орденами «За заслуги» и Красного Орла 2-й ст.
Скончался 3 декабря 1829 года.

## Награды
Боевая служба Е. К. Криштафовича была отмечена многими русскими и иностранными наградами.

### Российские
- Орден Святой Анны 1-й степени с алмазами.
- Орден Святой Анны 2-й степени.
- Орден Святого Георгия 4-й степени.
- Орден Святого Владимира 2-й степени.
- Орден Святого Владимира 3-й степени.
- Орден Святого Владимира 4-й степени с бантом.
- Золотая шпага «за храбрость» с алмазами.

### Иностранные
- Прусские ордена Pour le Mérite и Красного орла.